# نورالدین همراه‌قلوف
نورالدین همراه‌قلوف (روسی: Нуриддин Хамрокулов؛ زادهٔ ۲۵ اکتبر ۱۹۹۹) بازیکن فوتبال است.
وی همچنین در تیم ملی فوتبال تاجیکستان بازی کرده‌است.